# Mochi Craft Dolphin 64'
Il Mochi Craft Dolphin 64' è uno yacht prodotto dal cantiere navale italiano Mochi Craft.

## Il contesto
Il Dolphin 64', di colore verde acquamarina, è stato presentato per la prima volta nel 2006 in occasione del Salone nautico di Genova e successivamente riproposto in versione flybridge al Festival International de la Plaisance di Cannes 2007.
In grado di ospitare fino a 16 persone, questo yacht di quasi 20 metri può raggiungere 28 nodi di velocità di crociera e 32 di velocità massima con la motorizzazione MAN V12 da 1224 Mhp.
Il Mochi Craft Dolphin 64' è stato premiato ai World Yachts Trophies 2007 come "Miglior yacht open fino a 24 metri" nella categoria Interior Design.
Il Dolphin 64' è stato certificato da RINA con certificazione B + F + Aa.